# Weg (Mathematik)
In der Topologie und der Analysis ist ein Weg oder eine parametrisierte Kurve eine stetige Abbildung eines reellen Intervalls in einen topologischen Raum. Das Bild eines Weges heißt Kurve, Träger, Spur oder Bogen.

## Definition

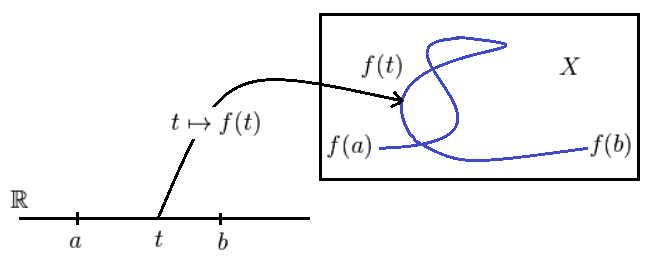
Ein nicht-geschlossener Weg mit zwei Doppelpunkten

Sei {\displaystyle X} ein topologischer Raum, {\displaystyle I=[a,b]} ein reelles Intervall. Ist {\displaystyle f\colon I\to X} eine stetige Funktion, dann heißt {\displaystyle f} ein Weg in {\displaystyle X}. Die Bildmenge {\displaystyle f(I)} heißt Kurve in {\displaystyle X}.
Die Punkte {\displaystyle f(a)} und {\displaystyle f(b)} heißen Anfangspunkt und Endpunkt der Kurve.
Ein Weg {\displaystyle f} heißt geschlossener Weg, wenn {\displaystyle f(a)=f(b)} ist. Ein geschlossener Weg liefert eine stetige Abbildung vom Einheitskreis {\displaystyle S^{1}} (1-Sphäre) nach {\displaystyle X}. Einen geschlossenen Weg nennt man auch Schleife.
Ein Weg {\displaystyle f} heißt einfacher Weg (oder auch doppelpunktfrei), wenn {\displaystyle f} auf {\displaystyle [a,b)} injektiv ist. Insbesondere ist also {\displaystyle f(a)=f(b)} zugelassen. Ein einfacher Weg heißt auch Jordan-Weg.
Diese Definition umfasst das, was wir uns intuitiv unter einer „Kurve“ vorstellen: eine zusammenhängende geometrische Figur, die „wie eine Linie“ ist (eindimensional). Aber es gibt auch Kurven, die man rein intuitiv nicht als solche bezeichnen würde.
Man muss zwischen einem Weg und einer Kurve (dem Bild eines Wegs) unterscheiden. Zwei verschiedene Wege können dasselbe Bild haben. Oft sind wir jedoch nur an dem Bild interessiert und nennen dann den Weg eine Parameterdarstellung oder Parametrisierung der Kurve.
Wenn es zu einer Kurve eine Parametrisierung gibt, die ein Jordan-Weg ist, dann nennt man die Kurve eine Jordan-Kurve, ebenso für geschlossene Kurve.

## Beispiele
Der Graph einer stetigen Funktion {\displaystyle h\colon [a,b]\to X} ist eine Jordan-Kurve in {\displaystyle \mathbb {R} \times X}. Eine Parametrisierung ist der Jordan-Weg {\displaystyle f\colon [a,b]\to \mathbb {R} \times X}  mit {\displaystyle f(t)=(t,h(t))}.
Dabei wird auf {\displaystyle \mathbb {R} \times X} die Produkttopologie verwendet.
Der Einheitskreis ist eine geschlossene Jordan-Kurve.

## Rektifizierbare Wege
Ist {\displaystyle X} ein metrischer Raum mit Metrik {\displaystyle d}, dann können wir die Länge {\displaystyle L} eines Wegs {\displaystyle f} in {\displaystyle X} definieren:
{\displaystyle L(f)=\sup \left\{\sum \limits _{i=1}^{n}d(f(t_{i}),f(t_{i-1}))\,{\Bigg |}\,n\in \mathbb {N} ,a\leq t_{0}<t_{1}<\ldots <t_{n}\leq b\right\}}.
Ein rektifizierbarer Weg ist ein Weg mit endlicher Länge.
Ist weiterhin {\displaystyle X=\mathbb {R} ^{n}}, dann gilt:
Jeder stückweise stetig differenzierbare Weg ist rektifizierbar, und seine Länge ist das Integral über die Norm der Ableitung:
{\displaystyle L(f)=\int \limits _{a}^{b}\|f'(t)\|\,\mathrm {d} t} mit {\displaystyle \|f'(t)\|=\|(y_{1},\ldots ,y_{n})\|={\sqrt {\sum _{k=1}^{n}y_{k}^{2}}}}.
Eine Kurve {\displaystyle {\mathcal {C}}} ist die Bildmenge {\displaystyle f([a,b])} eines Wegs {\displaystyle f}, der Weg {\displaystyle f} ist dann eine Parameterdarstellung der Kurve {\displaystyle {\mathcal {C}}} mit {\displaystyle f(t)\in X=\mathbb {R} ^{n}} . Für eine gegebene Kurve {\displaystyle {\mathcal {C}}} ist das Wegintegral und damit die Weglänge – wenn endlich – unabhängig von der Wahl der Parameterdarstellung {\displaystyle f}. Daher lässt sich definieren:
Eine stückweise glatte Kurve {\displaystyle {\mathcal {C}}} heißt rektifizierbar, wenn es für sie eine Parameterdarstellung {\displaystyle f} gibt, die ein rektifizierbarer Weg ist. Die Länge {\displaystyle L({\mathcal {C}})} einer Kurve {\displaystyle {\mathcal {C}}} ist die Weglänge {\displaystyle L(f)} ihrer Parameterdarstellung {\displaystyle f}.
Die Koch-Kurve und auch eine Trajektorie eines Wiener-Prozesses sind Beispiele für nicht rektifizierbare Kurven.

## Andere Wege
Ein fraktaler Weg ist ein Weg mit gebrochener Dimension. Da verschiedene Definitionen der gebrochenen Dimension existieren, gibt es also auch verschiedene Definitionen eines fraktalen Wegs. Typische Beispiele sind die Koch-Kurve und die Drachenkurve.